# سنوماس فيليج (كولورادو)
سنوماس فيليج (بالإنجليزية: Snowmass Village, Colorado)‏ هي بلدة تقع في مقاطعة بيتكين، كولورادو بولاية كولورادو في الولايات المتحدة. تأسست عام 1910، تبلغ مساحتها 66.2 (كم²)، وترتفع عن سطح البحر 2502 م، بلغ عدد سكانها 1822 نسمة في عام 2000 حسب إحصاء مكتب تعداد الولايات المتحدة وتصل الكثافة السكانية فيها 27.5 نسمة/كم2.

## وصلات خارجية
- www.tosv.com
- The US50 - Cities and Towns in Colorado State
- Colorado Cities and Towns, Facts, Map, Flag, Colleges, Government, and More